# 鈴木亀蔵
鈴木 亀蔵（すずき かめぞう、1851年〈嘉永4年〉10月 - 1902年〈明治35年〉6月）は、日本の実業家。北海道の上川地方に最初に定住し、アイヌと交易をした和人。アイヌからは「カメキチ」と呼ばれた。旭川市亀吉の地名の元になり、旭川功労者に認定された。旭川市の日本醤油工業株式会社創業者としても知られた。

## 概要
- 1851年（嘉永4年）10月、秋田・川口にて鈴木人善兵衛の四男として生まれる。
- 1870年（明治3年）頃、渡道し千歳群漁村（現在の恵庭市漁町付近）で元の場所請負人であった三海綿平のカンビ（漁場監察、会計係）をつとめる。
- 1872年（明治5年）頃から、魚を束ねるシナノキの皮を採集のため上川に入り、この地の豊かな天然資源に着目し、交易のために毎年石狩川を遡り、激流地帯の神居古潭を越えては上川に入り米・味噌・日本酒・煙草・漆器など日本本土の物産と、熊の皮などアイヌの獲物と交易していた。但し、当時商人の自由な往来は禁止されており、亀蔵は明治政府の禁止規定を無視して上川に入っている。
- 1877年（明治10年）、26歳の時に日高出身で漁方面に出ていたメノコ（アイヌ女性）のイアンパヌを妻として、石狩川及び忠別川の合流地点・忠別太の中州に草小屋を建て定住する。「カメゾウ」という名前はアイヌ語では発音しにくいため「カメキチ」と呼ばれ、この地は後に亀吉島と呼ばれる。
- 1890年（明治23年）、札幌から忠別太までの上川道路が開通し、和人の移住者が徐々に増え始める。当時現在の神居から曙方面への移動は、美瑛川と忠別川の交差するあたりから、亀蔵の渡り船により移動しており、亀蔵は人々の往来を助けていた。後に渡り船のあたりは土橋となる。同年9月20日、上川郡旭川村が誕生。札幌から移住してきた新潟出身の笠原喜助・喜八郎兄弟と共同で永山村に笠原酒造店を興す。
- 1891年（明治23年）、旭川市曙1条1丁目2-3に笠原酒造店を移転。後の日本醤油工業株式会社となる（当時の建物のまま現存）。
- 1896年（明治29年）頃、夫の事業を支えたイアンパヌは、身を引く形で鈴木亀蔵と離縁し、名寄の内淵に一人で移り住んだ。
- 1902年（明治35年） 6月、51歳で病死。

## 上川地方旭川と日高地方のアイヌ衣服模様の類似
日高地方のアイヌ衣服の装飾は、大きな白布を使用したアップリケによる「白布切抜文衣」が最も特徴的であるが、上川地方旭川の白布切抜文衣は、日高地方の文様構成と類似している。
その理由として亀蔵が娶った日高アイヌ、イアンパヌにより、女系に伝承される刺繍技術（文様構成）が地域を越えて上川地方に継承された可能性がある。

## 1884年（明治17年）内務省地理局地理課 高橋不二雄の札幌県巡回日誌にある記録
高橋不二雄が石狩川の水源調査の帰路、1884年（明治17年）10月31日、亀蔵と神居古潭で会った事を日誌に記録している。
「鴨居古潭の入口に達せり、漸く(ようやく)怒流の声を離れたり、同所を昼飯所に定めたり、時に千歳郡漁村の商人亀吉昨日当初迄商法のため居り泝りし(さかのぼ-りし)由にて、岩上に小屋を建て、土人夫婦と相共に居たるに逢えり、「アキアジ」2本並びに「カボチャ」1ッ天王寺蕪1ッ大根3本之を饋らし(おく‐らし)たれは、悦んで之を受納したり(同人は毎年商法のため同所迄泝る由なり)」
アイヌが狩猟の為に建てた小屋で、亀蔵とアイヌの夫婦に会った事が記録されているが、一緒にいたのはアイヌの夫婦ではなく女は亀蔵の妻イアンパヌ、男は亀蔵が交易の為に雇っていた十勝アイヌのシクンネであった可能性がある。